# Juriš na Kapitol Sjedinjenih Država
Dana 6. siječnja 2021. godine pristaše američkog predsjednika, republikanca Donalda Trumpa okupile su se u Washingtonu, DC, kako bi prosvjedovale protiv rezultata predsjedničkih izbora 2020. godine i podržale Trumpov zahtjev da potpredsjednik Mike Pence i Kongres odbiju pobjedu novoizabranog predsjednika, demokrata Joea Bidena. Ujutro 6. siječnja (EST) prosvjednici su se okupili na skupu "Spasimo Ameriku", planiranom događaju na Elipsi, gdje su prisutni čuli govore predsjednika Trumpa i Rudyja Giulianija. Demonstracije su kulminirale neredima, u kojima su Trumpove pristaše napale Kapitol Sjedinjenih Država. Događaj se dogodio nakon što su propali brojni raniji pokušaji Trumpa i njegovih pristaša da ponište izborne rezultate.
Tijekom početnog skupa, Trump je potaknuo svoje pristaše da se "bore pakleno" i "vrate našu zemlju" i zatražio od svojih pristaša da marširaju do američkog Kapitola. Nakon toga pro-Trumpova rulja marširala je na Kongres i na kraju upala u zgradu. Kongres je u to vrijeme zasjedao, provodio je prebrojavanje glasova na izbornom kolegiju i raspravljao o prigovoru na prebrojavanje glasova koji je podnijela Arizona. 
Kako su prosvjednici stigli, osiguranje Kapitola evakuiralo je komore Senata i Zastupničkog doma i zaključalo nekoliko drugih zgrada u kampusu Kapitol. Prosvjednici su prošli sigurnosne mjere da bi ušli u Kapitol, zauzimajući evakuiranu komoru Senata, dok su stražari izvlačili pištolje kako bi spriječili ulazak na pod evakuirane Kuće. Nekoliko zgrada u kompleksu Kapitola evakuirano je, a sve zgrade u kompleksu nakon toga zaključane. Izgrednici su prošli sigurnost da zauzmu evakuiranu komoru Senata, dok su stražari izvlačili pištolje kako bi spriječili ulazak na evakuirani pod kuće. Evakuirani ured predsjednice Doma Nancy Pelosi nakratko je zauzeo Trumpov pristaša.
Policajci su tijekom zastoja ispred prostorije Kuće ustrijelili uljeza, a kasnije je umrla od ozljeda. Pet osoba je umrlo od događaja, a još deseci su teško ozlijeđeni. Policijski službenik Kapitol-a Brian D. Sicknick umro je nakon što je navodno protupožarnim aparatom pogođen u glavu. Izvješteno je da su pronađene tri improvizirane eksplozivne naprave: jedna na kapitolskom terenu i po jedna u uredima Republikanskog nacionalnog komiteta i Demokratskog nacionalnog komiteta.
Događaji su izazvali široku osudu političkih čelnika i organizacija širom zemlje. Vođa senatske većine Mitch McConnell nazvao je juriš na Kapitol "neuspjelom pobunom". Predsjedateljica doma Nancy Pelosi i čelnik manjinske senatorice Chuck Schumer pozvali su Pencea da se službeno poziva na 25. amandman, istovremeno prijeteći da će po drugi put opozivati Trumpa.
Trump je na juriš reagirao rekavši prosvjednicima da "idu kući u miru"; također je opisao prosvjednike kao "domoljube" i "vrlo posebne", izražavajući "ljubav" prema njima i pripisujući događaje ukradenim izborima. Kao rezultat toga, Twitter je privremeno zaključao Trumpov račun i uklonio tri njegova tweeta zbog kršenja njihove politike građanskog integriteta. Neredi i oluje na Kapitolu opisani su kao pobuna, pobuna i domaći terorizam. Neki su izvori taj čin označili kao pokušaj Trumpovog državnog udara. Incident je bio prvi put da su Kapitol pregazili od paljenja Washingtona 1814. godine od strane Britanaca tijekom rata 1812. godine.

## Pozadina
Na predsjedničkim izborima u Sjedinjenim Državama 2020., održanima 3. studenoga 2020, pobijedio je demokratski kandidat Joe Biden, koji je pobijedio dosadašnjeg republikanskog predsjednika Donalda Trumpa. Prije, tijekom i nakon prebrojavanja glasova, Trump i drugi republikanci pokušali su poništiti izbore, lažno navodeći raširenu prijevaru birača.
Budući da se Kongres trebao sastati 6. siječnja 2021. godine, kako bi se prebrojali rezultati glasanja na Izbornom kolegijumu, Trump je najavio planove okupljanja uoči događaja kako bi nastavio svoj prosvjed zbog valjanosti izbornih rezultata nekoliko država. Trump je 18. prosinca najavio "Veliki prosvjed u DC-u 6. siječnja. Budi tamo, bit će divlje!" Gradonačelnica Washingtona DC Muriel Bowser zatražila je 31. prosinca 2020. da se postrojbe Nacionalne garde Distrikta Columbia rasporede kako bi podržale lokalna policija tijekom predviđenih demonstracija. U svom je zahtjevu napisala da stražari neće biti naoružani te da će oni biti prvenstveno odgovorni za "upravljanje gužvom" i usmjeravanje prometa, omogućujući policiji da se usredotoči na sigurnosne probleme. Vršitelj dužnosti ministra obrane Christopher C. Miller odobrio je zahtjev 4. siječnja 2021. Odobrenjem je aktivirano 340 vojnika, a ne više od 114 raspoređenih u bilo kojem trenutku.
Trump je prethodnih dana proveo sugerirajući da bi potpredsjednik Pence trebao odbiti pobjedu novoizabranog predsjednika Joea Bidena, akt koji nije u ustavnoj moći Pencea, i ponovio je ovaj poziv u svom govoru ujutro 6. siječnja. Istog je popodneva Pence objavio pismo Kongresu u kojem je rekao da neće osporavati Bidenovu pobjedu.

## Događaji u okrugu Columbia
Tisuće nazočnih okupilo se u Freedom Plaza 5. siječnja 2021. godine, uoči protesta planiranih za ovaj tjedan. U utorak navečer i u srijedu ujutro uhićeno je najmanje deset osoba, nekoliko zbog optužbi za oružje.

### Trumpov skup u Washingtonu D.C.
Ujutro 6. siječnja prosvjednici su okružili Washingtonski spomenik da bi se okupili. Nekoliko ljudi održalo je govore o Elipsi, uključujući Trumpovog savjetnika Rudyja Giulianija i samog Trumpa. Giuliani se obratio mnoštvu, ponavljajući teorije zavjere da su glasački strojevi korišteni na izborima "krivo" i pozivajući na "suđenje borbom".
Trump je održao govor iza staklene barijere, izjavivši da "nikada neće priznati" izbore, kritizirajući medije i pozivajući Pence da poništi izborne rezultate, nešto što nije u ustavnoj moći Pencea.

Trump je pozvao svoje pristaše da marširaju Kapitolom, gdje se sastaje Kongres:
Nikada nam nećete vratiti zemlju slabošću. Morate pokazati snagu i morate biti jaki. Došli smo zahtijevati da Kongres učini ispravnu stvar i broji samo birače koji su zakonski raspoređeni. Znam da će svi ovdje uskoro marširati do zgrade Kapitola kako bi mirno i domoljubno učinili da se vaši glasovi danas čuju.
Trump je također rekao svojim pristašama da se "bore. Borimo se pakleno. A ako se ne borite pakleno, više nećete imati zemlju." Izjavio je da će "ići na Kapitol, a mi ćemo pokušati pružiti" republikancima "onu vrstu ponosa i smjelosti koji su im potrebni da vrate našu zemlju".
Razgovarali su i Trumpovi punoljetni sinovi Donald Trump mlađi i Eric Trump, koji su verbalno napali republikanske kongresmene i senatore koji nisu podržavali napore da ospore glasanje na Izbornom kolegiju i obećavajući kampanju protiv njih na budućim primarnim izborima.

### Neredi u zgradi Kapitola
Počevši između 13:00 i 14:15, izgrednici su započeli pokušaj juriša na zgrade u kompleksu američkog Kapitola. Neke su zgrade u kompleksu evakuirane, a izgrednici su prošli sigurnosne mjere da bi ušli u Kapitol, uključujući i Dvoranu nacionalnih statua. Juriš na Kapitol organiziran je na pro-Trumpovim web stranicama krajnje desnice na društvenim mrežama, uključujući Gab i Parler, na kojima su se pozivali na nasilje nad Kongresom i tjednima služili kao regrutni centri za QAnon, Ponosne dječake i druge rubne elemente.
Gomila je postala nasilna iza 14 sati. Dok su sudionici skupa stizali na Kapitol kako bi se sastali s ostalim tamo već okupljenim prosvjednicima, oko 14:15. probijene su barikade oko perimetra područja Kapitola u kojima je bila policija Distrikta Columbia, a kaptiolsko osiguranje savjetovalo je članove Kongresa da se sklone. Kad su izgrednici počeli jurišati na Kapitol i druge obližnje zgrade, neke zgrade u kompleksu su evakuirane, a izgrednici su prošli sigurnosne mjere da bi ušli u sam Kapitol, uključujući i Dvoranu nacionalnog kipa. U vrijeme prekida zajedničko zasjedanje Kongresa podijelilo se tako da je svaka komora mogla zasebno raspravljati, a zatim izglasati prigovor na prihvaćanje ovjerenih rezultata liste birača iz Arizone koju je iznio predstavnik Paul Gosar iz Arizone potpisao senator Ted Cruz iz Teksasa, s obje komore otprilike na pola svoje dvosatne rasprave o prijedlogu. Nakon probijanja sigurnosnog opsega, većina izgrednika jednostavno je pješice ušla u Kapitol; drugi su konopcima i improviziranim ljestvama napadali zgradu, a neki su razbili prozore da uđu. Mnoštvo pro-Trumpovih ekstremista prošlo je pored barijera i časnika, a neki su pripadnici mafije prskali kemijske agense. Neki su izgrednici nosili zastave Konfederacije, nacističke ambleme i nosili su opremu za nerede, uključujući kacige i prsluke u vojnom stilu. Ispred zgrade rulja je postavila vješala, probušila gume policijskom vozilu i na vjetrobranskom staklu ostavila poruku "PELOSI JE SOTONA".
Nakon proboja, sve su zgrade u kompleksu bile zaključane, a ulaz i izlaz iz zgrada nisu dopušteni. Oni koji su bili u zgradi zamoljeni su da se usele u urede i zaključaju vrata i prozore; onima izvana savjetovano je da "potraže zaklon". Članovima Kongresa u Domu rečeno je da stave plinske maske nakon što su organi reda primijenili suzavac u zgradi. Neki su zaposlenici uspješno požurili spašavati kutije zapečaćenih glasova izbornih kolegija kako bi spriječili da ih izgrednici oštete.
ABC News izvijestio je da su u zgradi Kapitola pucali hici i da je na ulaznim vratima odaja Kuće bio oružani sukob. Nakon što su pro-Trumpovi izgrednici provalili u Kapitol, više policajaca izvuklo je oružje iz komore Zastupničkog doma i usmjerilo ih prema vratima u komoru koja su bila zabarikadirana namještajem. Na stubištu je jedan policajac pucao u muškarca koji mu je prilazio.
Ashli Babbitt, uljez, ustrijeljena je unutar Kapitola od strane reda dok se penjala kroz barikadirana vrata iza odaje Kuće, a kasnije je umrla od ozljeda. Službenik za provođenje zakona rekao je za Washington Post da policija vjeruje da je preminuli bio nenaoružan, ali policajac koji je ispalio kobni hitac to u to vrijeme nije znao, a policija je bila svjesna da mnogi uljezi nose skriveno oružje.
Pro-Trumpovi izgrednici upali su u urede predsjedavajuće kuće Nancy Pelosi, prevrćući stolove i čupajući fotografije sa zidova; u Kapitolu je bilo pljačke. Policijski službenici Capitol-a izvijestili su da je zgrada "uništena". Promatrači su u svim dijelovima zgrade vidjeli "krhotine, smeće, sve u liftovima, srušene stvari, srušene stupove". U dvorani Nacionalnog kipa razbijeni su stakleni prozori. Izgrednici su uništili opremu za snimanje i emitiranje Associated Pressa izvan Kapitola nakon što su otjerali novinare. Više je policajaca ozlijeđeno u nasilju na Kapitolu.

## Tok događaja
Sva vremena dana po istočnom vremenu (EST):
- 8:17 ujutro: Predsjednik Trump tweetuje lažne navode o prevarama, rekavši: "Sve što Mike Pence mora učiniti jest poslati ih natrag u države, A MI POBJEDIMO. Učini to, Mike, ovo je vrijeme za krajnju hrabrost!"[67]
- 11:00: Elipsa južno od Bijele kuće ispunjena je Trumpovim pristašama.
- 11:30: Vršiteljica dužnosti ministra obrane Miller sudjeluje u stolnoj vježbi o mogućnostima odgovora na nepredviđene slučajeve Ministarstva prosvjete i prosvjeda.[68]
- 12:00: Predsjednik Trump započinje svoj jednosatni govor.[67] Ponavlja lažne navode da su izbori ukradeni, kritizirajući potpredsjednika Pencea poimence nekoliko puta, optužujući kolege republikance da nisu učinili dovoljno da potkrepe svoje lažne navode i navodeći da će s mnoštvom prošetati do Kapitola. povlači se u Bijelu kuću odmah nakon govora.[69]
- 12:30: Mnoštvo pro-Trumpovih pristaša okuplja se ispred zgrade američkog Kapitola.[67]
- 13:00: Izgrednici napadaju vanjsku barikadu Capitol Police zapadno od zgrade Capitol-a. U isto vrijeme, senatori i potpredsjednik Pence odlaze do odaje Doma. Pence objavljuje pismo u kojem navodi da ga Ustav sprječava da se jednostrano miješa u prebrojavanje izbornog koledža Sjedinjenih Država 2021.[67]
- 13:05: Kongres se sastaje na zajedničkoj sjednici kako bi potvrdio izbornu pobjedu Joea Bidena.[67] Ministar obrane prima obavještajna izvješća otvorenog koda o demonstrantima koji se kreću prema američkom Kapitolu.[68]
- 13:10: Predsjednik Trump završava svoj govor potičući mnoštvo da marširaju na Kapitol: "Pokušat ćemo im pružiti vrstu ponosa i smjelosti koji su im potrebni da vrate našu zemlju."[68]
- 13:12: Rep. Paul Gosar (R-AZ) i senator Ted Cruz (R-TX) prigovaraju potvrđivanju glasova donesenih na predsjedničkim izborima u Sjedinjenim Državama 2020. u Arizoni. Zajedničko zasjedanje razdvaja se u vijeće Doma i Senata radi rasprave o prigovoru.[67]
- 13:26: Američka policija Kapitola naredila je evakuaciju kompleksa Capitol.[68]
- 13:30: Veliki broj Trumpovih pristaša maršira od Elipse do avenije Pennsylvania prema Kapitolu. U međuvremenu, preplavljena policija Kapitola prisiljena je povući se stepenicama Kapitola.[67]
- Nešto nakon 13:30: Bombe s cijevima pronađene su u sjedištu Republikanskog nacionalnog komiteta i Demokratskog nacionalnog komiteta. Zgrade uz ovo sjedište su evakuirane.[67]
- 13:34: Gradonačelnica D.C-a Bowser putem telefona traži da tajnik vojske Ryan D. McCarthy pruži neodređeni broj dodatnih snaga.[68]
- 13:35: U vijećanjima u Senatu, vođa većine McConnell upozorava da bi odbijanje potvrde rezultata predsjedničkih izbora pod lažnim izgovorom gurnulo američku demokraciju u "spiralu smrti".[67]
- 13:49: Šef policije Capitol Sund traži hitnu pomoć od zapovjednika Nacionalne garde DCC-a, general-majora Williama J. Walkera.[68]
- 14:15: Pro-Trumpova rulja razbija prozore i ulazi u Kapitol, otvarajući vrata kako bi omogućila drugima da uđu.[67]
- 14:20: Kuća i Senat prekidaju i započinju evakuaciju.[67]
- 14:22: Tajnik vojske McCarthy telefonirao je s gradonačelnikom Bowserom, zamjenikom gradonačelnika DC-a, ravnateljem DC-a, Agencijom za državnu sigurnost i upravljanje izvanrednim situacijama i vodstvom Metro policije u kojem se traži dodatna podrška DCNG-a.[68]
- 14:24: Predsjednik Trump cvrkuće, "Mike Pence nije imao hrabrosti učiniti ono što je trebalo učiniti da zaštiti našu zemlju i naš Ustav, dajući šansu državama da potvrde ispravljeni niz činjenica, a ne lažnih ili netočnih one koje su trebali prethodno potvrditi. SAD zahtijeva istinu! "[67]
- 14:30 sati: Tajnik Miller, predsjedavajući Generalštaba generalštaba Mark Milley i vojni tajnik McCarthy sastaju se kako bi razgovarali o zahtjevima policije Capitol i vlade DC-a.[68]
- 14.38 sati: Predsjednik Trump objavio je tweetove: "Podržite našu policiju i policiju Kapitola. Oni su zaista na strani naše zemlje. Budite mirni!"[67]
- 15:00: Tajnik Miller odlučuje rasporediti sve raspoložive snage DCNG-a kako bi pojačao metro policiju i policiju Capitol dok pokušavaju uspostaviti sigurnost u kompleksu Capitol. Vojni tajnik McCarthy zapovijeda Nacionalnoj gardi D.C. da pripremi gardiste za prelazak iz DC Armourya u kompleks Kapitola, čekajući službeno odobrenje tajnika Millera.[68]
- 15:04: Tajnik Miller, uz savjet višeg vodstva obrane, službeno odobrava potpunu aktivaciju 1100 vojnika u DCNG-u. Vojni tajnik McCarthy zapovijeda DCNG-u da započne punu mobilizaciju.[68]
- 15:13: Predsjednik Trump tweetuje, "Molim da svi u američkom Kapitolu ostanu mirni. Bez nasilja! Zapamtite, MI smo Stranka zakona i reda - poštujte Zakon i naše velike muškarce i žene u plavom. Hvala. ti! "[67]

- 15:19: Vojni tajnik McCarthy telefonski je razgovarao sa senatorom Schumerom i predsjednikom doma Pelosi u vezi s zahtjevom gradonačelnika Bowsera. McCarthy objašnjava da je odobrena puna mobilizacija DCNG-a.[68]

- 15.26 sati: McCarthy je telefonirao s gradonačelnikom Bowserom i šefom policije Metroa Robertom Conteeom poručujući da njihov zahtjev nije odbijen i da je tajnik Miller odobrio potpuno aktiviranje DCNG-a.[68]
- 15:32: Guverner Virginije Ralph Northam naredio je mobilizaciju snaga Nacionalne garde Virginije očekujući zahtjev za potporu.[68]
- 15:36: Tajnica tiska Bijele kuće Kayleigh McEnany tweetuje da se Nacionalna garda i ostale savezne snage upućuju prema Kapitolu.[67]
- 15:37: Guverner Marylanda Larry Hogan naređuje mobilizaciju snaga Nacionalne garde Marylanda očekujući zahtjev za potporu.[68]
- 15:46: Načelnik ureda Nacionalne garde general R. R. Hokanson telefonirao je s general-ađutantom Virginije Timothyjem P. Williamsom kako bi razgovarao o podršci Washingtonu, DC i obaviješten je da su snage Nacionalne garde Virginije već mobilizirane.[68]
- 15.48 sati: Vojni tajnik McCarthy napušta Pentagon za sjedište policijske uprave Metroa u zgradi Henry Daly.[68]
- 15:55: General Hokanson telefonirao je s general-ađutantom Marylanda general-majorom Timothyem E. Gowenom kako bi razgovarao o podršci Washingtonu, DC i obaviješten je da su snage Nacionalne garde Marylanda već mobilizirane.[68]
- 16:05: Novoizabrani predsjednik Biden održava konferenciju za novinare u kojoj poziva predsjednika Trumpa da "zatraži kraj ove opsade".[67]
- 16:10: Vojni tajnik McCarthy stiže u sjedište policijske uprave D.C.[68]
- 16:17: Trump je tweetovo video koji govori izgrednicima da ih voli i da trebaju ići kući, ponavljajući lažne tvrdnje da je izbor ukraden.[67]
- 16:18: Tajnik Miller, general Milley, vojni tajnik McCarthy i general Hokanson razgovaraju o raspoloživosti snaga Nacionalne garde smještenih izvan neposrednog područja metroa D.C. Tajnik Miller usmeno odobrava prikupljanje i raspoređivanje snaga Nacionalne garde izvan države u DC.[68]
- 16:32: Tajnik Miller ovlašćuje DCNG da provodi operacije perimetra i čišćenja u znak podrške američkoj policiji Kapitola.[68]

- 16:40: Vojni tajnik McCarthy telefonirao je s guvernerom Marylanda Hoganom u kojem se guverner slaže da pošalje snage Marylanda NG u D.C., očekuje se sljedeći dan.[68]
- 17:02: 154 DCNG napušta Oružnicu DC.[68]
- 17:40: 154 DCNG stižu u kompleks Capitol, prisežu na policiju Capitol i započinju operacije podrške.[68]
- Oko 17:40: Kad se unutrašnjost Kapitola očisti od izgrednika, čelnici Kongresa izjavljuju da će nastaviti s prebrojavanjem izbornih glasova.[67]
- 17.45: Tajnik Miller potpisuje službeno odobrenje za izvođenje državne Nacionalne garde za prikupljanje i raspoređivanje kao potporu američkoj policiji Kapitola.[68]
- Oko 17:45: Policija objavljuje da je Ashli Babbitt, izgrednik ustrijeljen unutar Kapitola, umro.[67]
- 18:00: Policijski čas stupa na snagu.[67]
- 18:01: Predsjednik Trump tweetuje, "To su stvari i događaji koji se događaju kad se sveta pobjeda na izborima tako bez ceremonije i opako oduzme od velikih domoljuba koji su toliko dugo bili loše i nepravedno tretirani. Idite kući s ljubavlju i u miru. Zauvijek pamtite ovaj dan![67]
- 18:14: Američka policija Kapitola, metro policija DC i DCNG uspješno uspostavljaju obod na zapadnoj strani američkog Kapitola.[68]
- 19:00: Facebook uklanja objave predsjednika Trumpa s Facebooka i Instagrama zbog toga što "pridonosi [umjesto] riziku od trajnog nasilja, a ne umanjuje".[67]
- 19:02: Twitter uklanja Trumpove tweetove i isključuje njegov račun na 12 sati zbog "ponovljenih i teških kršenja [njegove] politike građanskog integriteta".[67]
- 20:00: Američka policija Kapitola proglašava zgradu Kapitola sigurnom.[68]
- 20:06: Senat se ponovno sastaje, pod predsjedanjem potpredsjednika Pencea, kako bi nastavio raspravljati o prigovoru na izborno brojanje u Arizoni.[67]
- 20:36: Facebook blokira Trumpovu stranicu na 24 sata.[67]
- 21:00: Govornik Pelosi ponovno otvara raspravu u Domu.[67]
- 22:15: Senat glasa 93–6 protiv prigovora nekolicine republikanskih senatora protiv prebrojavanja izbornih glasova u Arizoni.[70][71]
- 23:30: Dom glasa 303–121 za odbijanje republikanskog prigovora na prebrojavanje izbornih glasova u Arizoni.[71]

### 7. siječnja
- Nešto nakon 12:00 sati: Senat odbacuje, 92-7, prigovor nekolicine republikanskih senatora protiv prebrojavanja izbornih glasova u Pennsylvaniji.[71]
- 12:15: Republikanski predstavnik Scott Perry (R-PA) i senator Josh Hawley (R-MO) usprotivili su se prebrojavanju izbornih glasova u Pennsylvaniji, što je pokrenulo dvosatnu raspravu u obje komore.[71]

- 2:20: Mali broj zastupnika gotovo se fizički obračunao u vijeću Doma. Nakon što je predstavnik Conor Lamb (D-PA) rekao da je napad na Kapitol od strane bijesne protrumpovske rulje ranije tog dana "nadahnut lažima, istim lažima koje večeras čujete u ovoj sobi", predstavnik Morgan Griffith (D- VA) usprotivio se Lambovoj primjedbi; prigovor je odbila predsjednica Pelosi. Nekoliko minuta kasnije, članovi obje stranke vode žustru verbalnu raspravu na srednjem prolazu u neposrednoj blizini, prekidajući se kad je Pelosi zatražio red.[71]

- 3:10: Dom odbacuje, 282-138, republikanski prigovor protiv prebrojavanja izbornih glasova u Pennsylvaniji.
- 03:24: Nakon odbijanja svih prigovora, Kongres dovršava brojanje izbornih glasova, pobijedivši Biden, 306-232; Potpredsjednik Pence potvrđuje izborni rezultat, formalno proglašavajući Bidena pobjednikom.[67][71]

## Širenje COVID-19
Stručnjaci za javno zdravstvo rekli su da je juriš na Kapitol potencijalni događaj širenja virusa COVID-19. Malo je članova gomile nosilo pokrivala za lice, a mnogi su dolazili izvan grada, a malo je izgrednika odmah bilo privedeno i identificirano. Američki predstavnik Jacob LaTurner, republikanac iz Kansasa, bio je pozitivan na COVID-19 nakon ukidanja zaključavanja navečer 6. siječnja; LaTurner - koji je svoj brucoški mandat u Kongresu započeo 3. siječnja - nije se vratio na kat Doma kad je nastavljen postupak prebrojavanja na izbornom kolegiju. Oko 200 Kongresnih djelatnika navodno se sklonilo u razne prostorije unutar Kapitola, što je dodatno povećalo rizik od prijenosa COVID-19.
Dr. Anthony Fauci, ravnatelj Nacionalnog instituta za alergiju i zarazne bolesti i vodeći član Radne skupine za koronavirus Bijele kuće, rekao je u intervjuu za WJLA-TV da su izgrednici "vjerojatno izlagali povećanom riziku jer su u osnovi to učinili ne pridržavati se osnova javnog zdravstva "kako bi se spriječilo širenje COVID-19, poput" univerzalnog nošenja maski, držanja fizičke distance i izbjegavanja gužve u skupnim okruženjima." Dan nakon juriša na Kapitol, Eric Toner, viši znanstvenik iz Johns Hopkins centra za zdravstvenu sigurnost, rekao je da je juriš na Kapitol "izvanredno opasna" iz perspektive javnog zdravstva.
Američki aktivist za neonacističke i bijele supremacije Tim "Baked Alaska" Gionet sudjelovao je u dnevnim događajima, uključujući juriš na Kapitol, unatoč nedavnoj dijagnozi COVID-19.